# Oued Djer
Oued Djer là một đô thị thuộc tỉnh Blida, Algérie. Dân số thời điểm năm 2002 là 5.373 người.